# Biserica evanghelică din Vingard

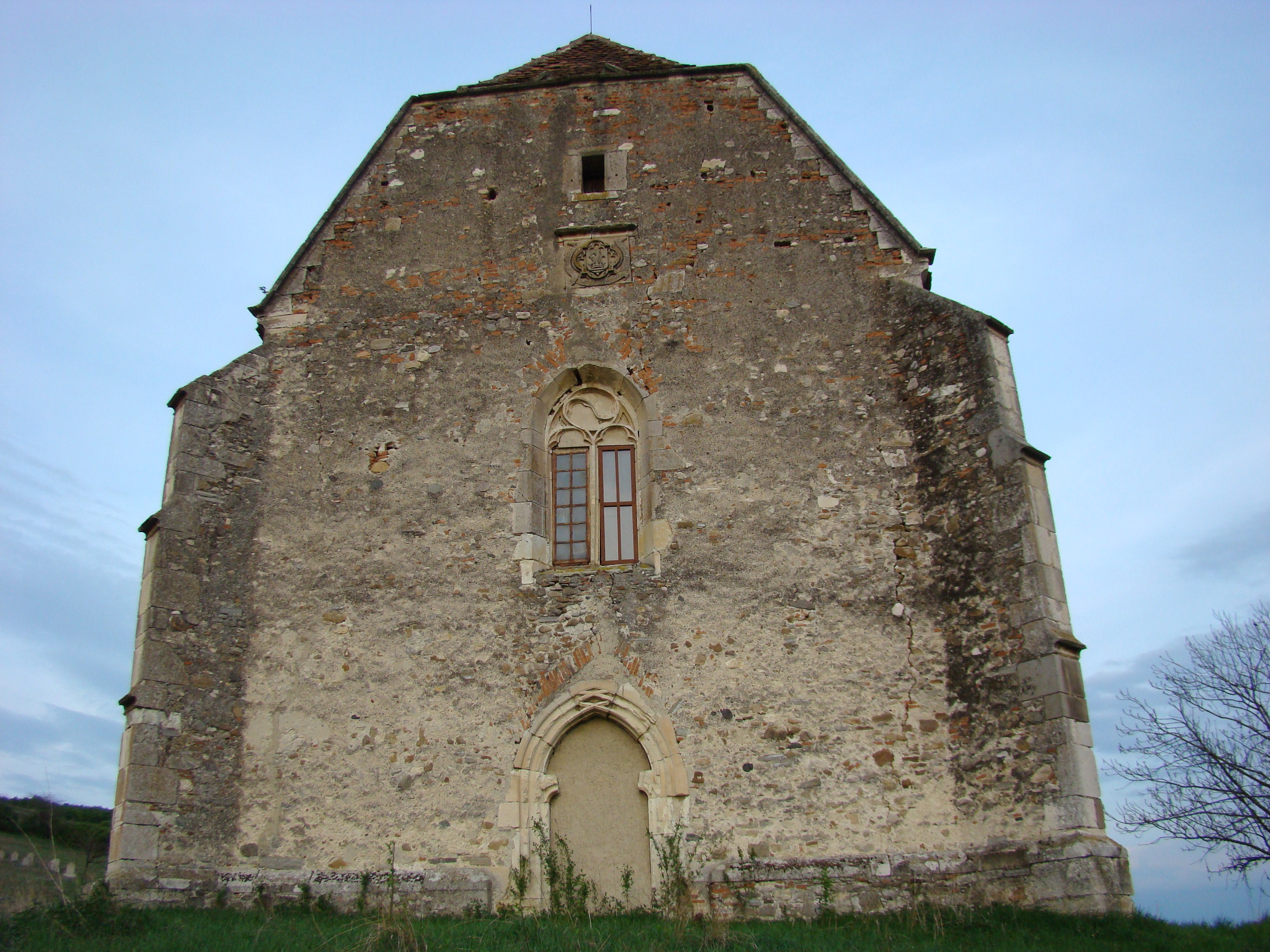
Biserica (vest)

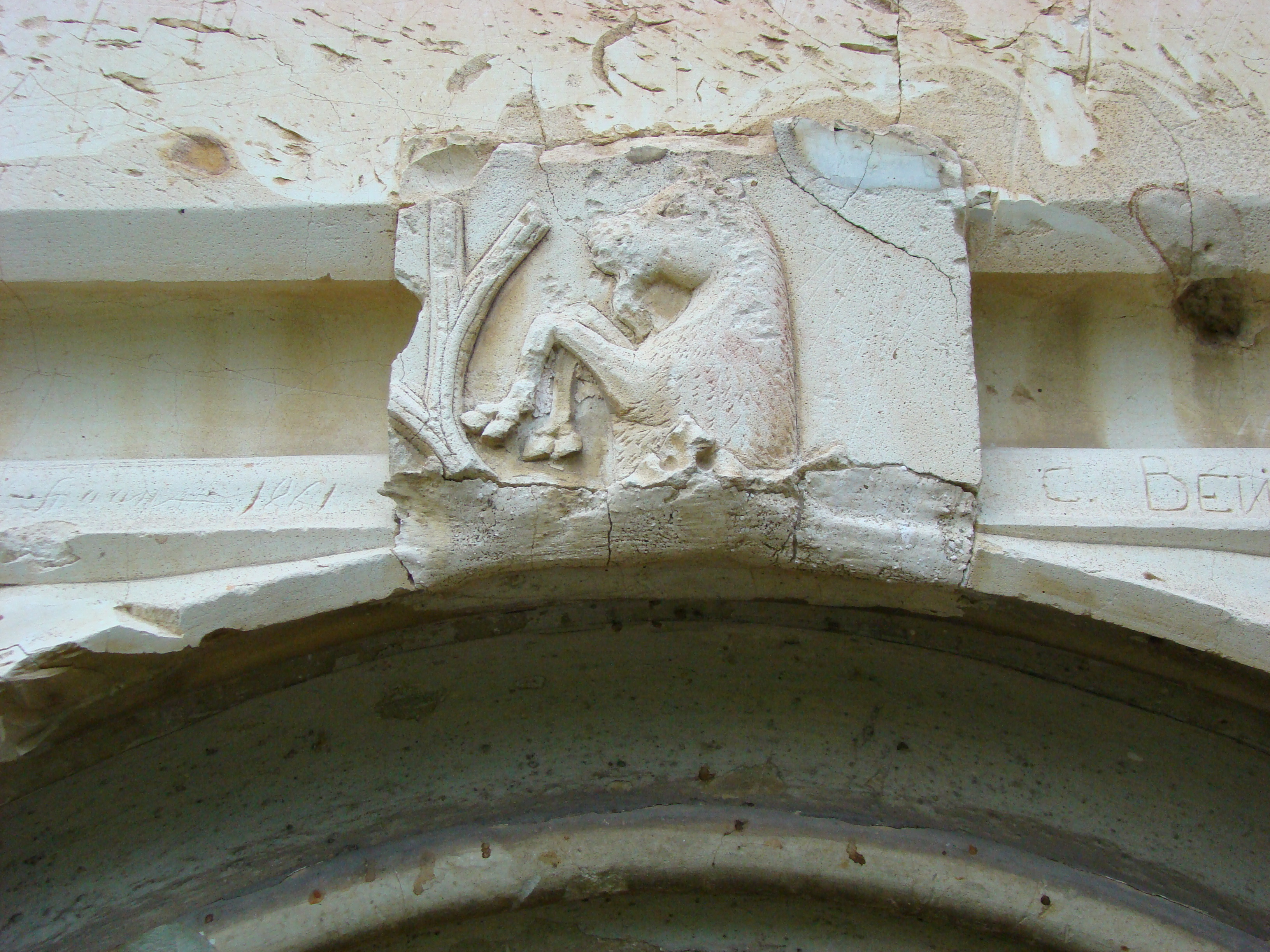
Blazonul familiei nobiliare Szilágy

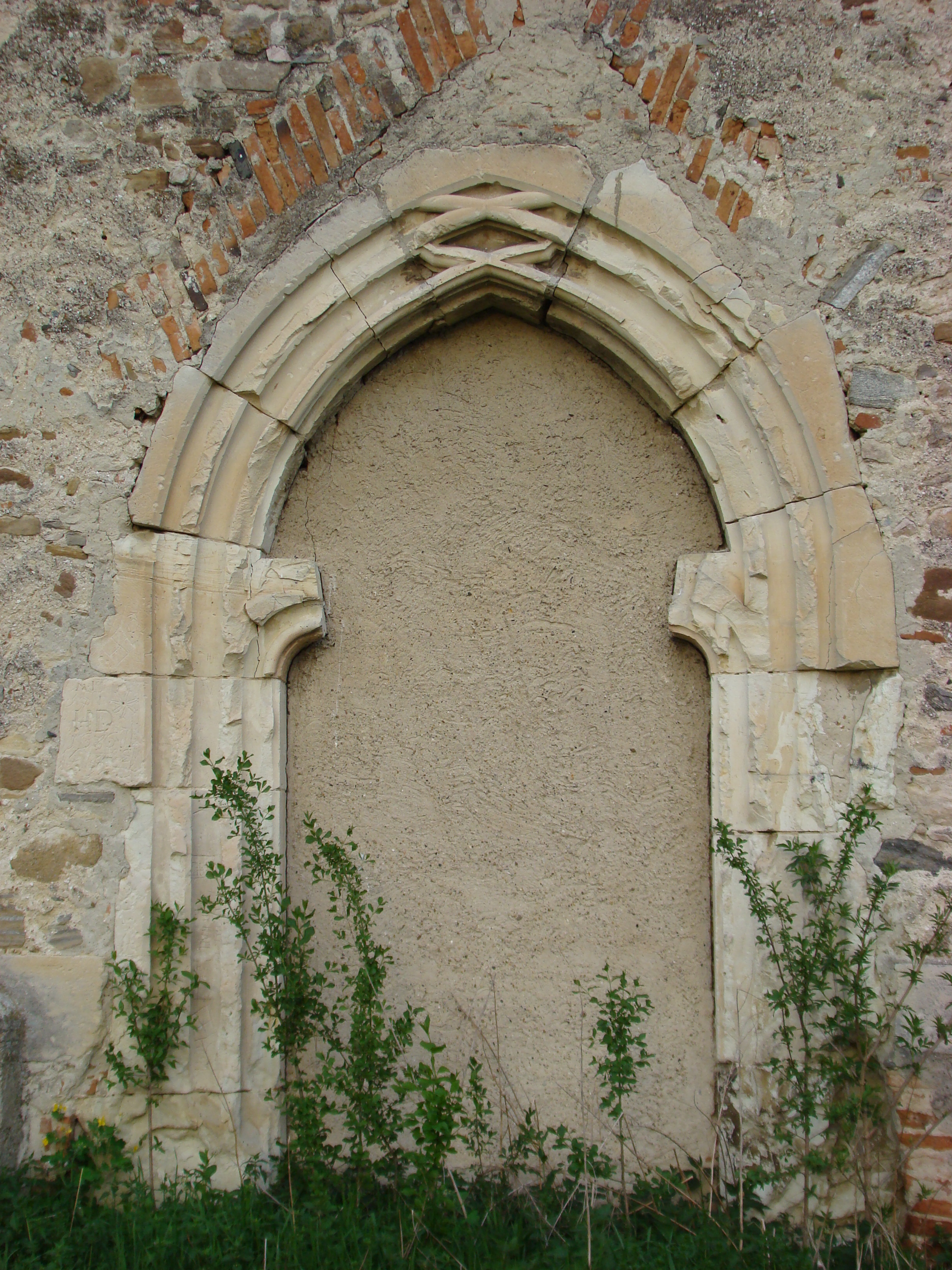
Portalul de vest

Biserica evanghelică din Vingard este un monument istoric aflat pe teritoriul satului Vingard, comuna Șpring. În Repertoriul Arheologic Național, monumentul apare cu codul 8005.

## Localitatea
Vingard (în dialectul săsesc Wengertskirch, Wengerskirch, în germană Weingarten, Weingartskirchen, Weingardskirchen, în maghiară Vingárd) este un sat în comuna Șpring din județul Alba, Transilvania, România.

## Biserica
Biserica-sală de la Vingard a fost ridicată la 1461. Se încadrează în stilul gotic târziu, iar construcția ei poate fi legată de același Johannes Gereb de Vingard, de la care comunitatea sașilor din Câlnic cumpăra, prin 1430, cetatea nobiliară din satul respectiv.
Locul de fundare este unul deosebit: o culme domoală, la nord de sat, iar masivitatea bisericii asigura un impact deosebit pentru oricine se îndrepta spre satul Vingard. Cu o lungime totală de 28,1 m, monumentul cuprindea de la est spre vest: corul gotic (12,5x7,75m), respectiv nava bisericii (15,6x9,15m).
Materialul de construcție folosit este piatra de Ighiu, din care au fost ridicate atât zidurile, cât și ancadramentele ferestrelor, portalul de la vest și cel de la sud, dar și plastica ce decorează fațada de vest și interiorul. Masivitatea construcției este susținută de contraforturi, în număr de 15, ce susțin de jur-împrejur monumentul.
La interior, cheile de boltă ale corului, realizate în piatră, cuprind de la est la vest, patru blazoane: primul al regilor Ungariei, al doilea al familiei Gereb, al treilea al familiei Szilagyi (acesta apare și la portalul de sud), iar ultimul al familiei Hunyadi, ctitori și binefăcători ai bisericii.
În secolul al XVIII-lea biserica mai primește la interior câteva completări de factură barocă, printre care și altarul, datat 1715. La 1954 biserica a fost restaurată.

## Vezi și
- Vingard, Alba

## Imagini

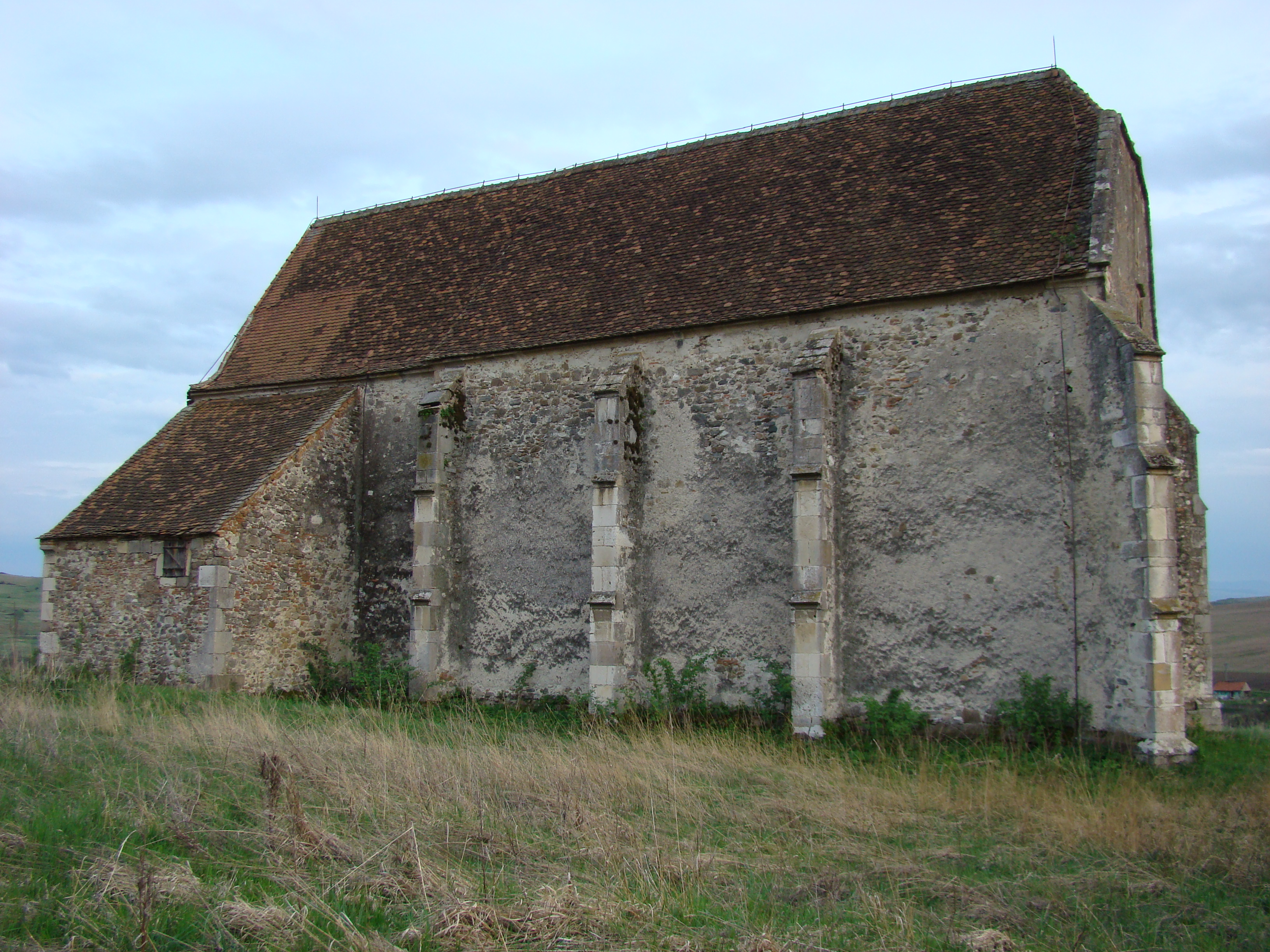
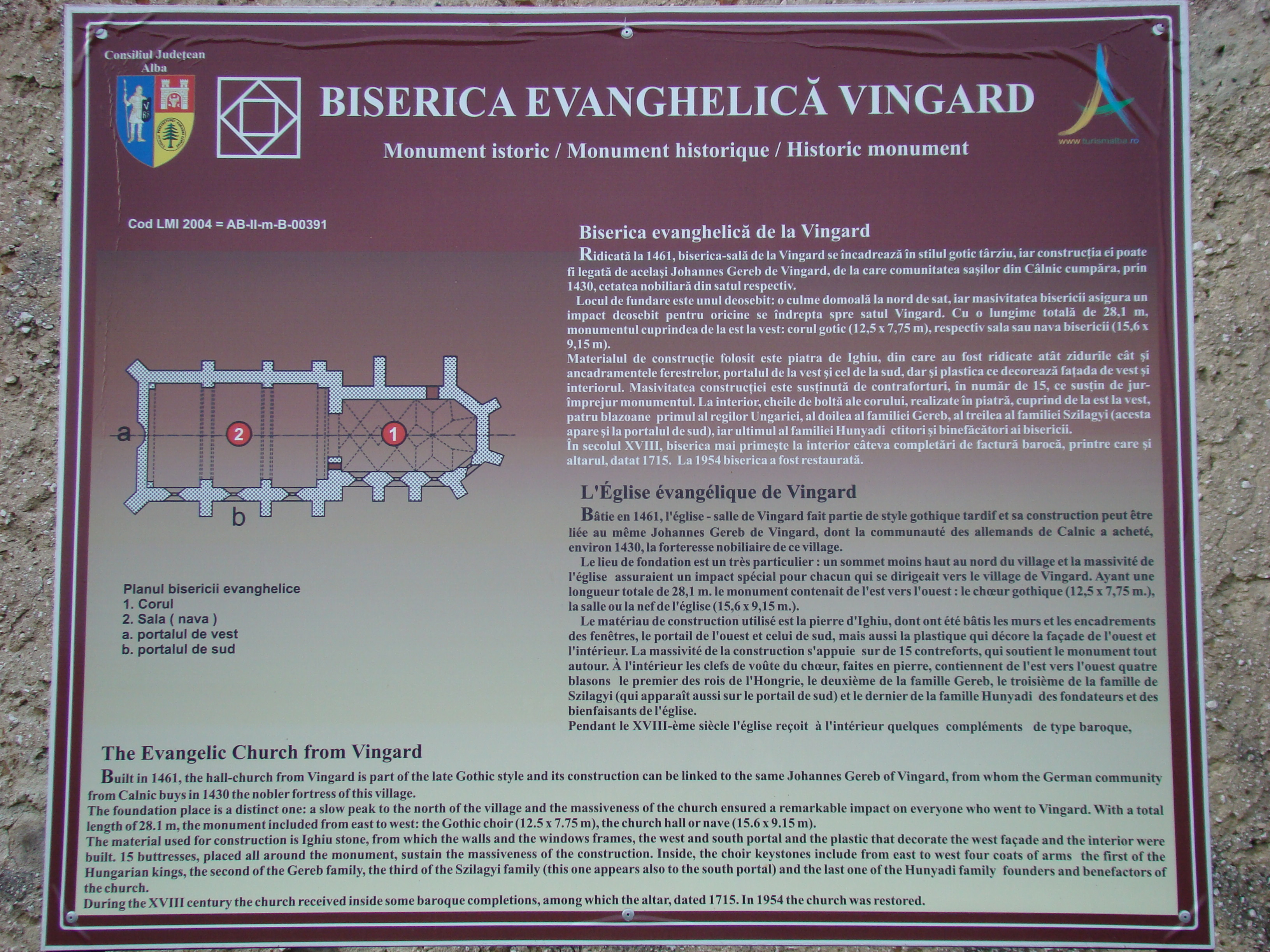
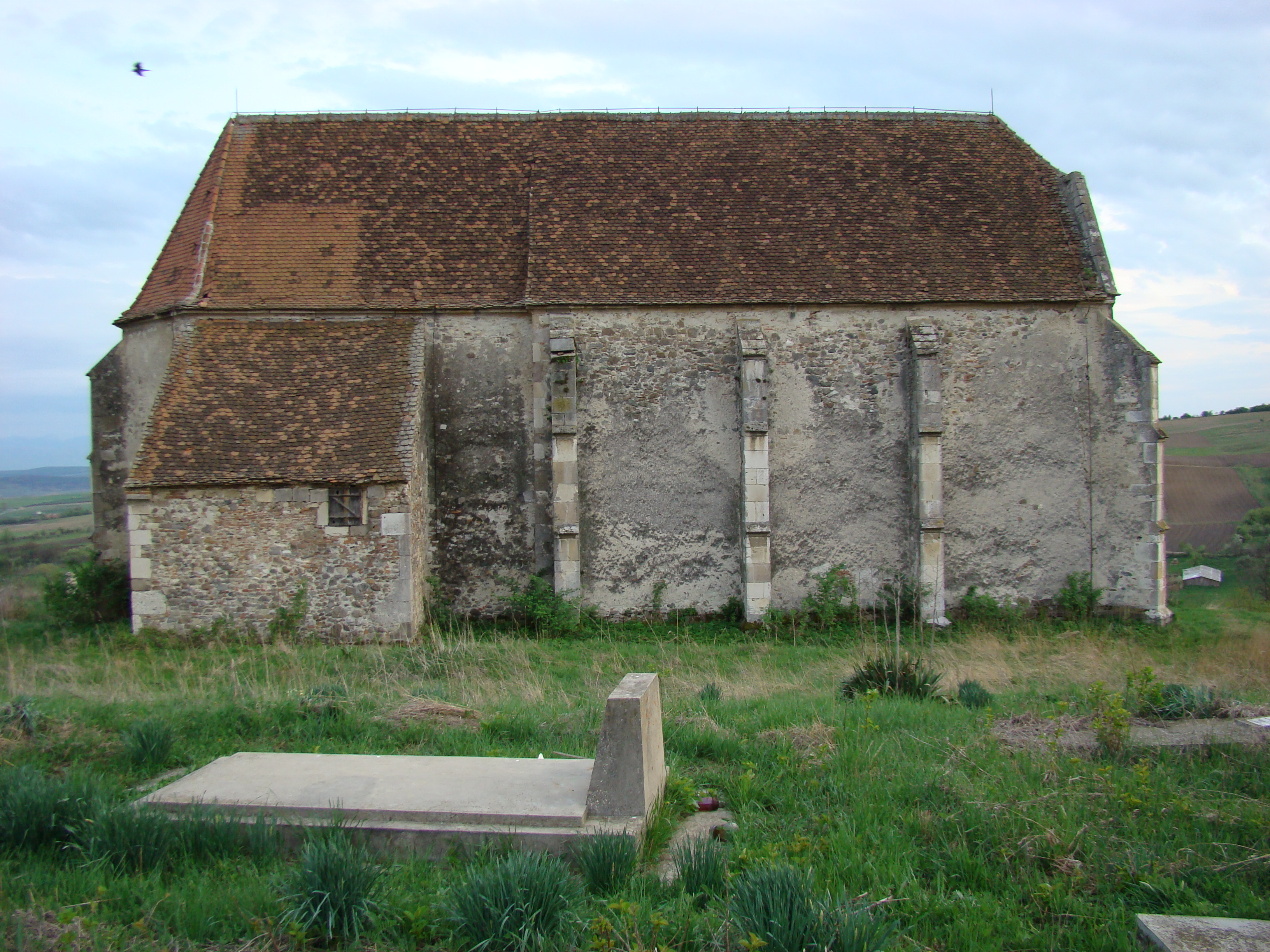
Biserica (nord)
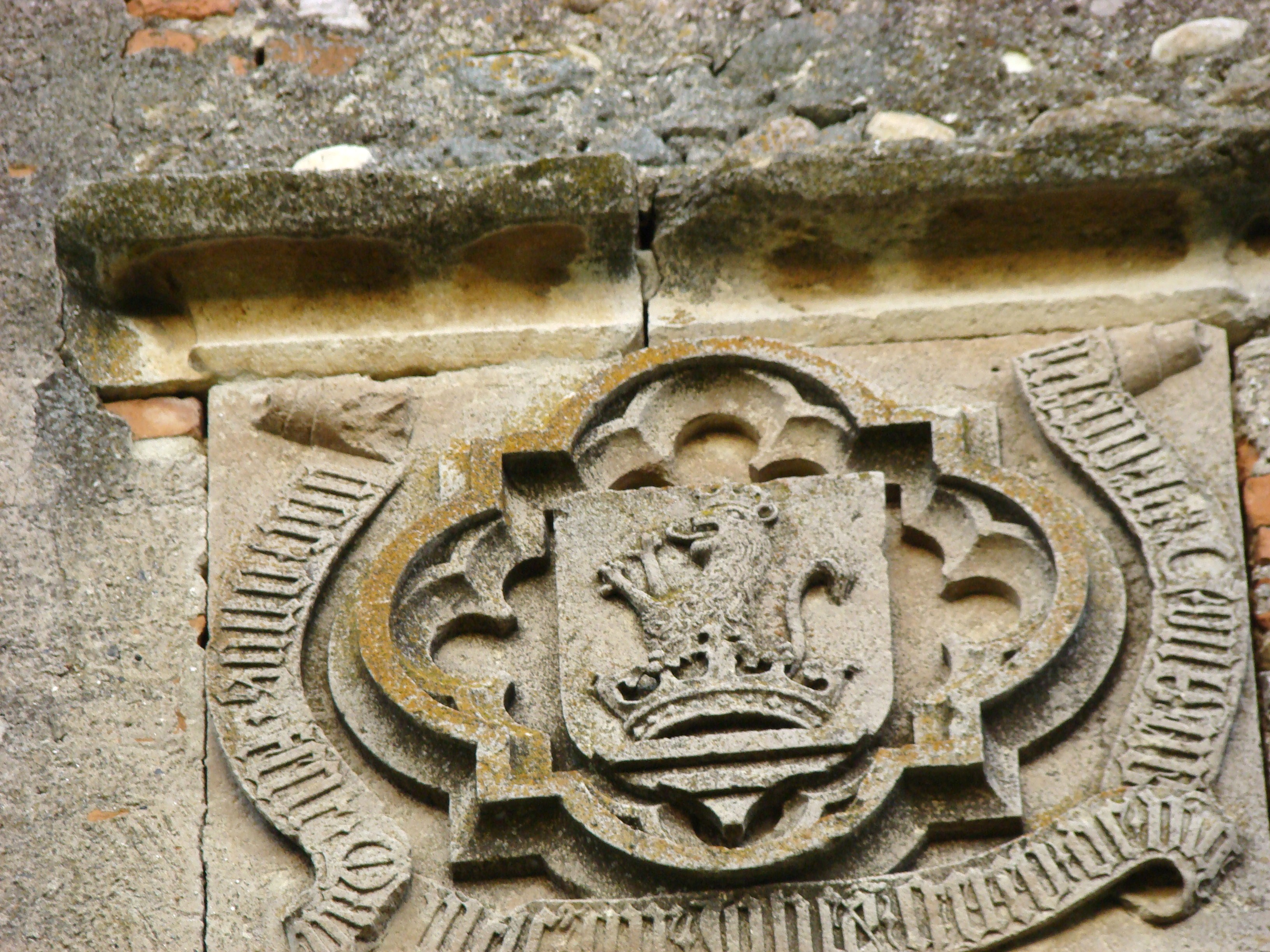
Blazon nobiliar
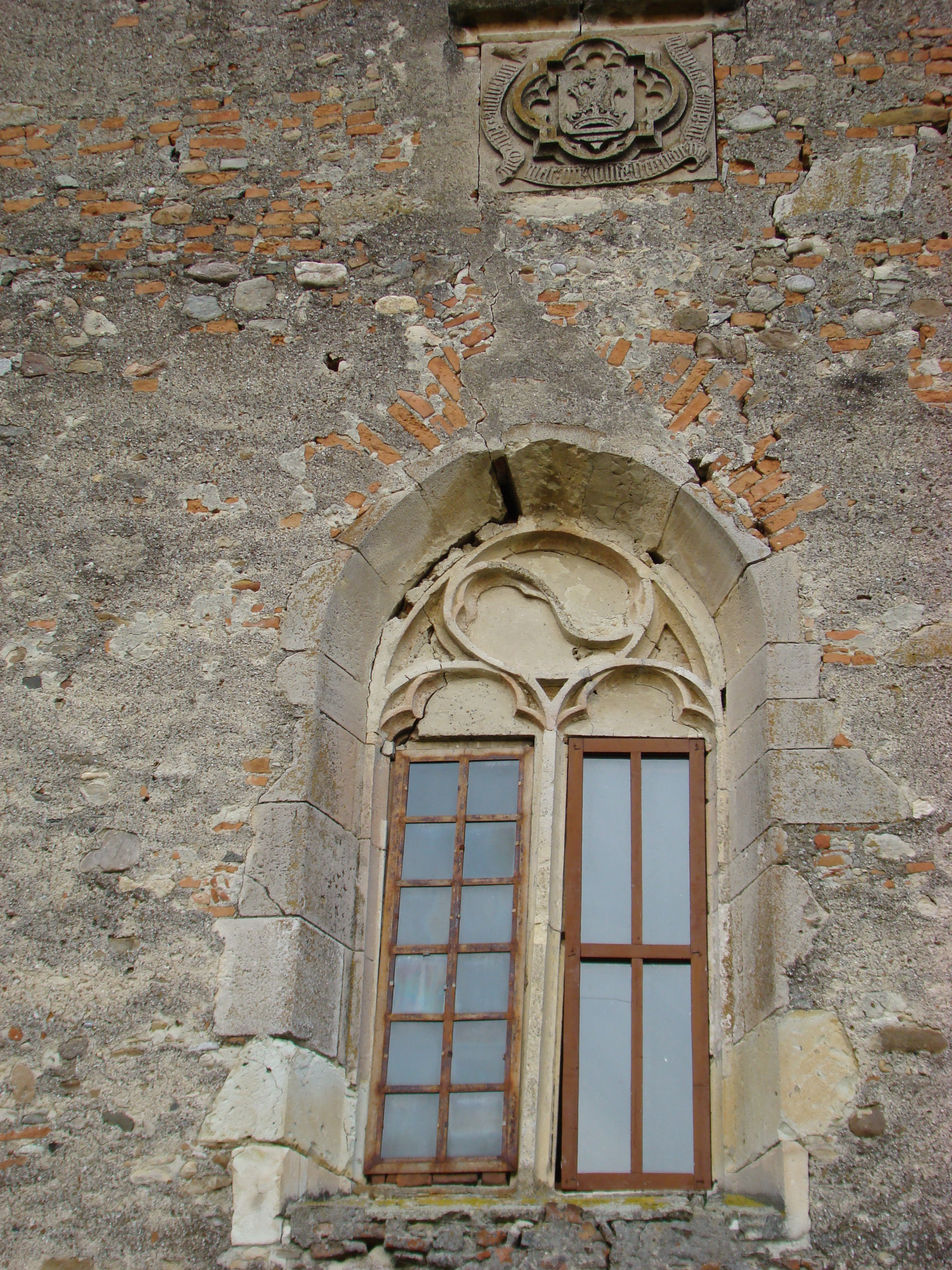
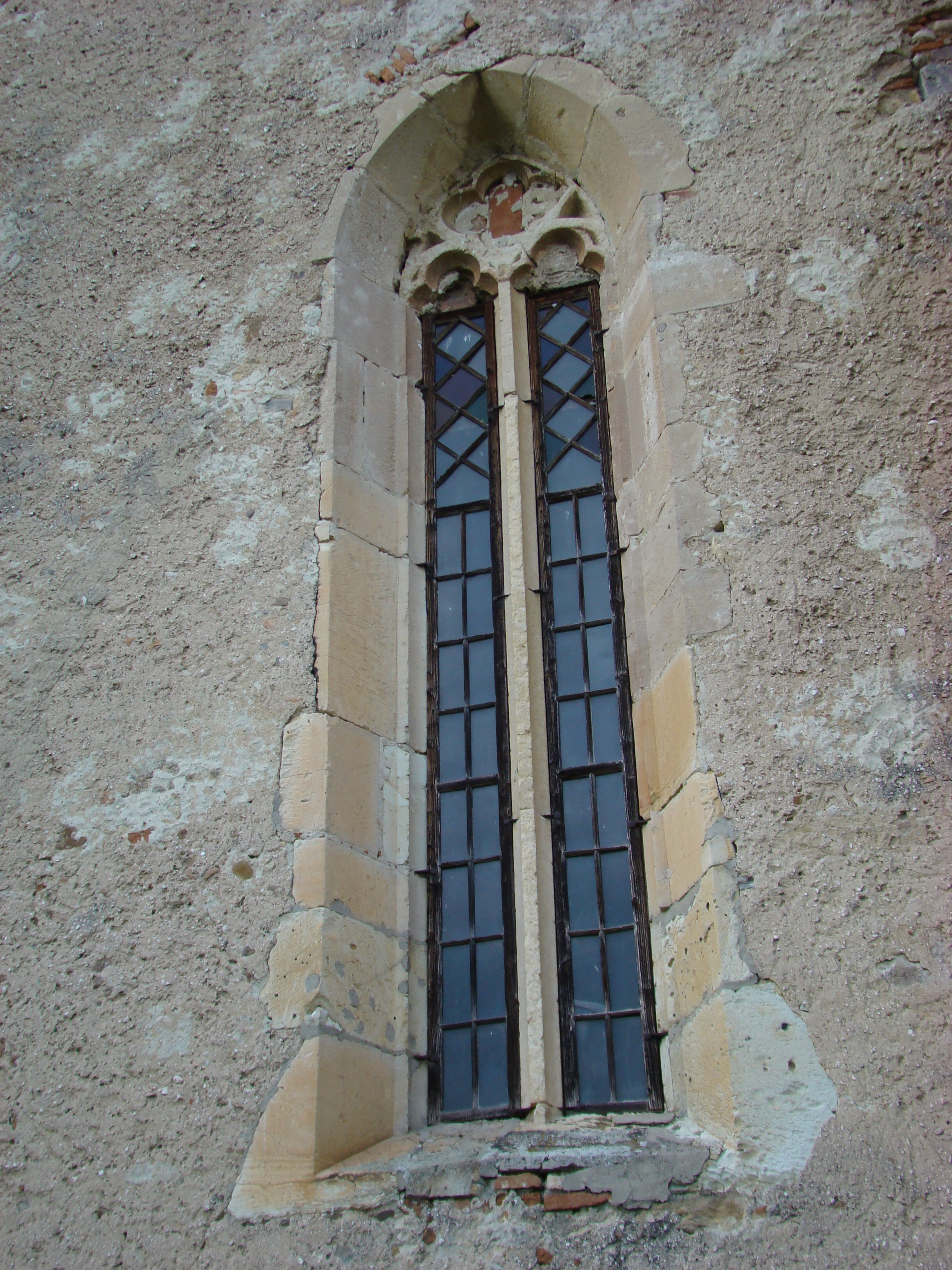
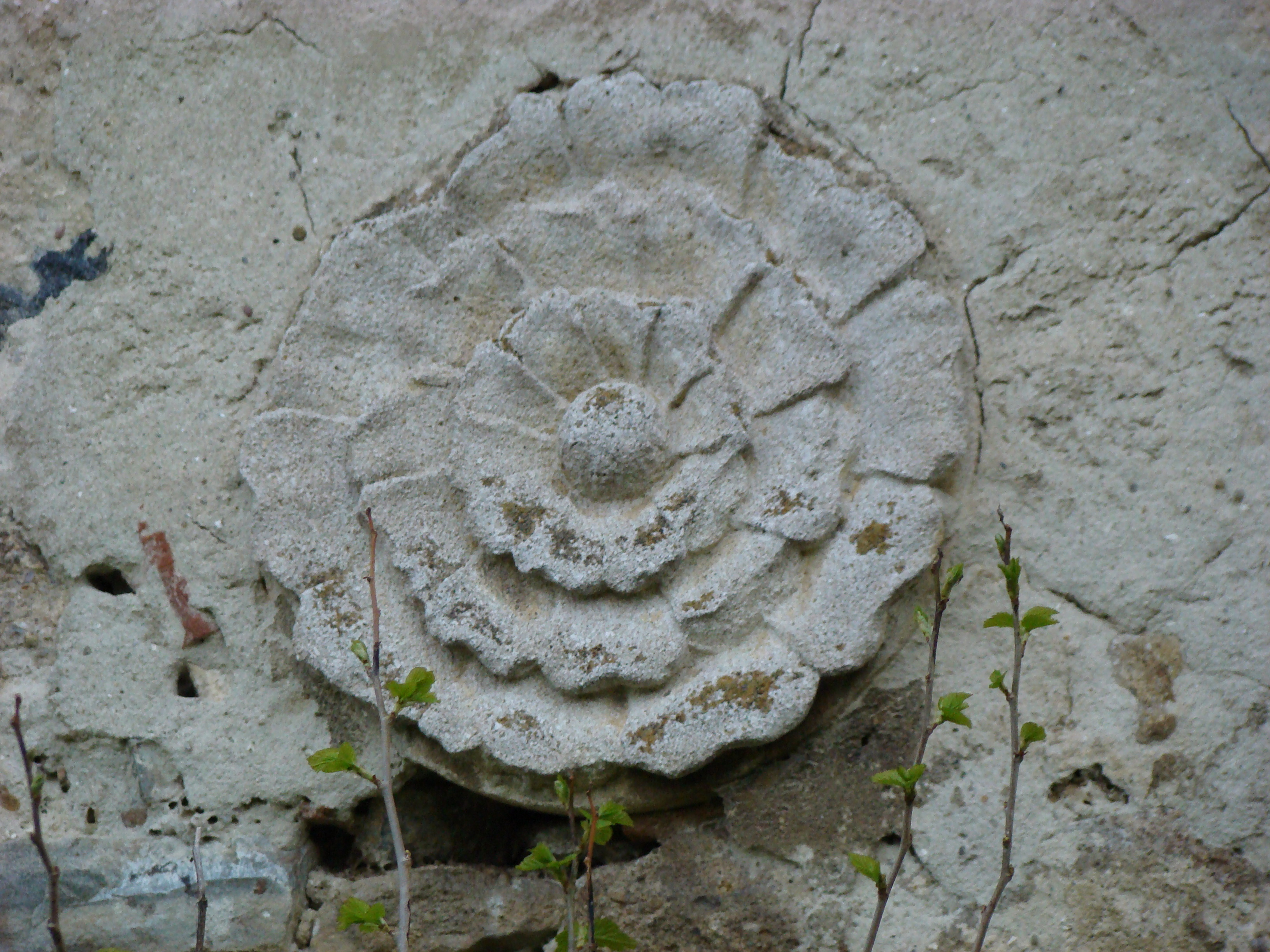
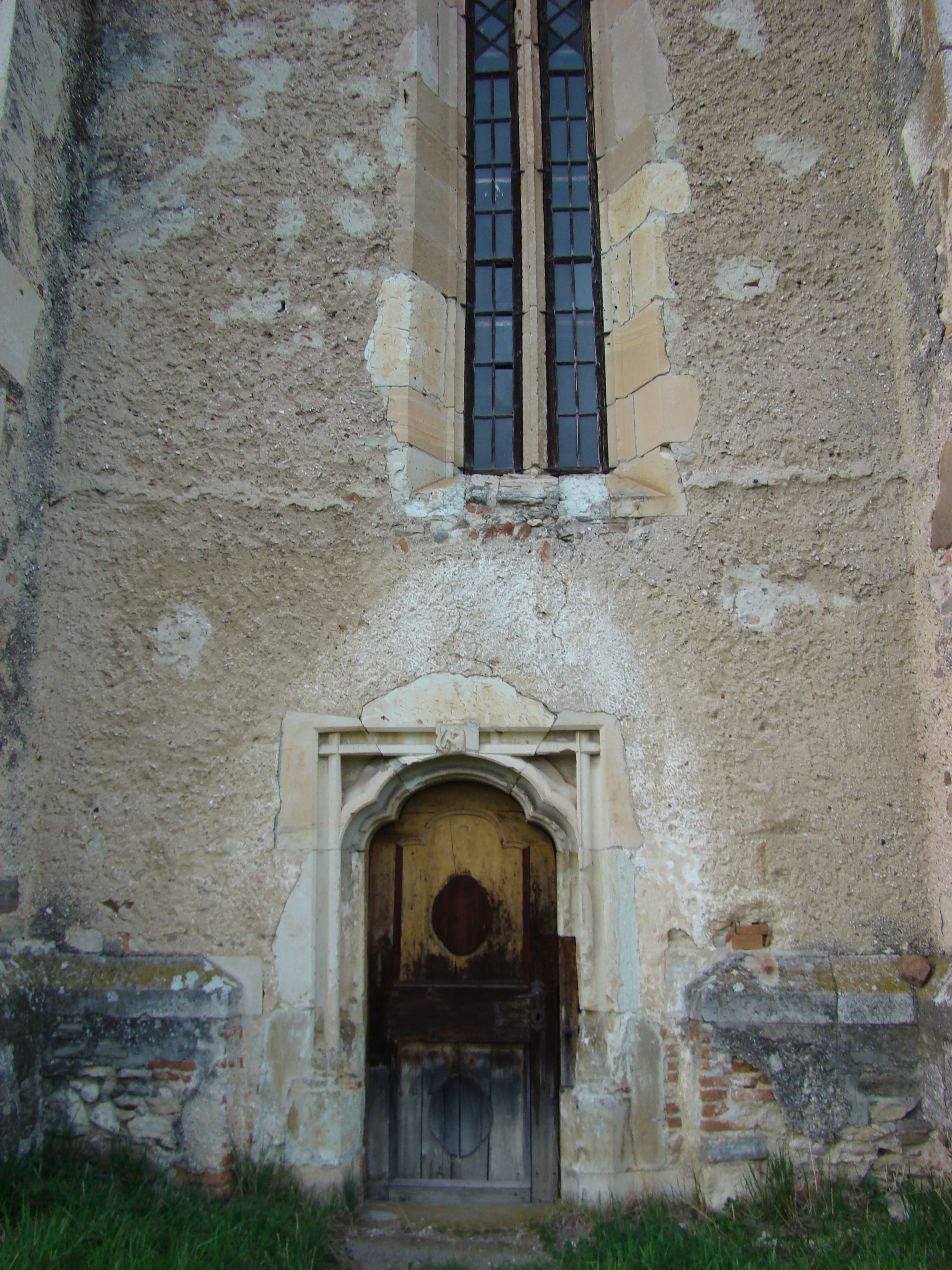
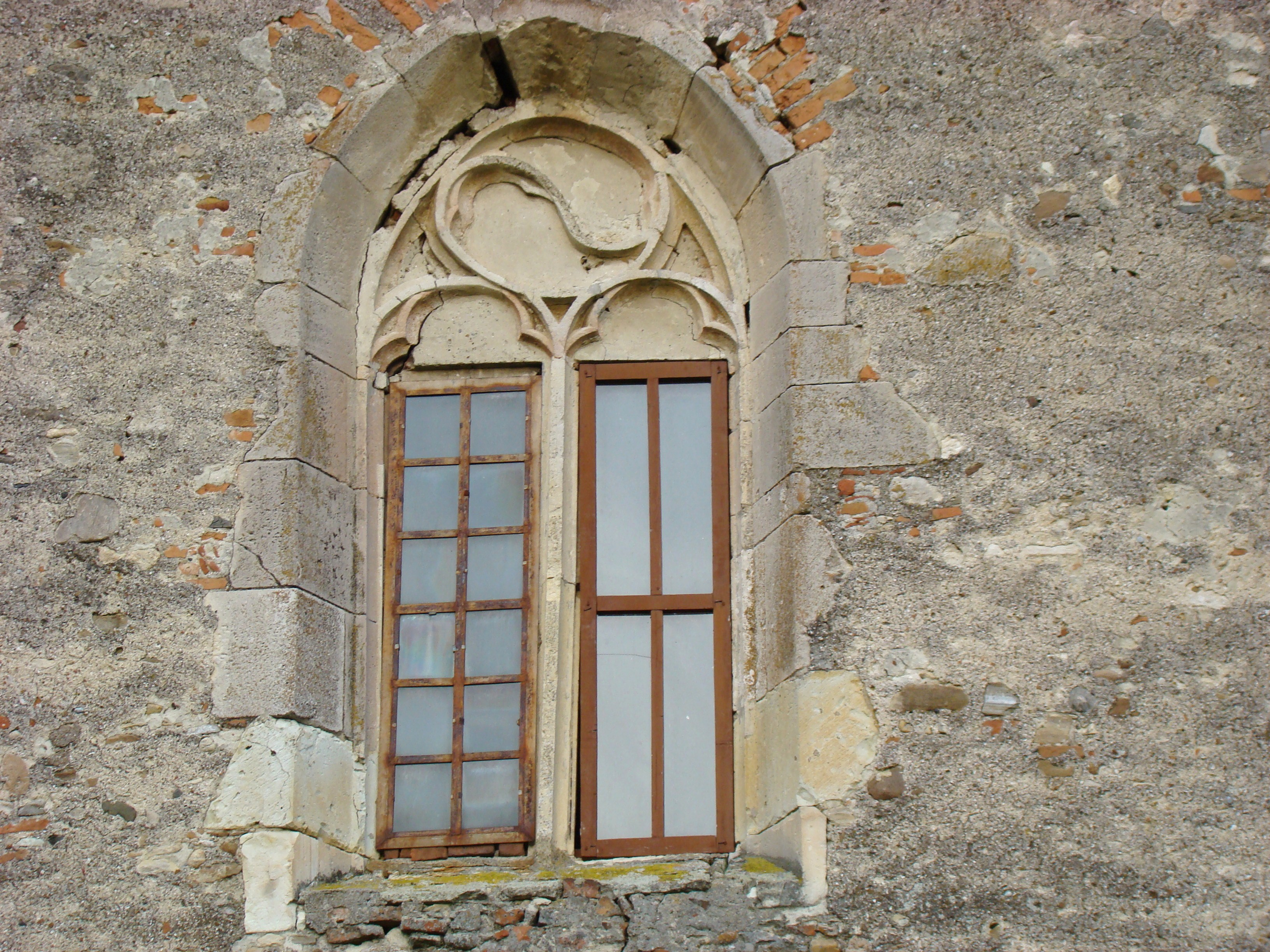
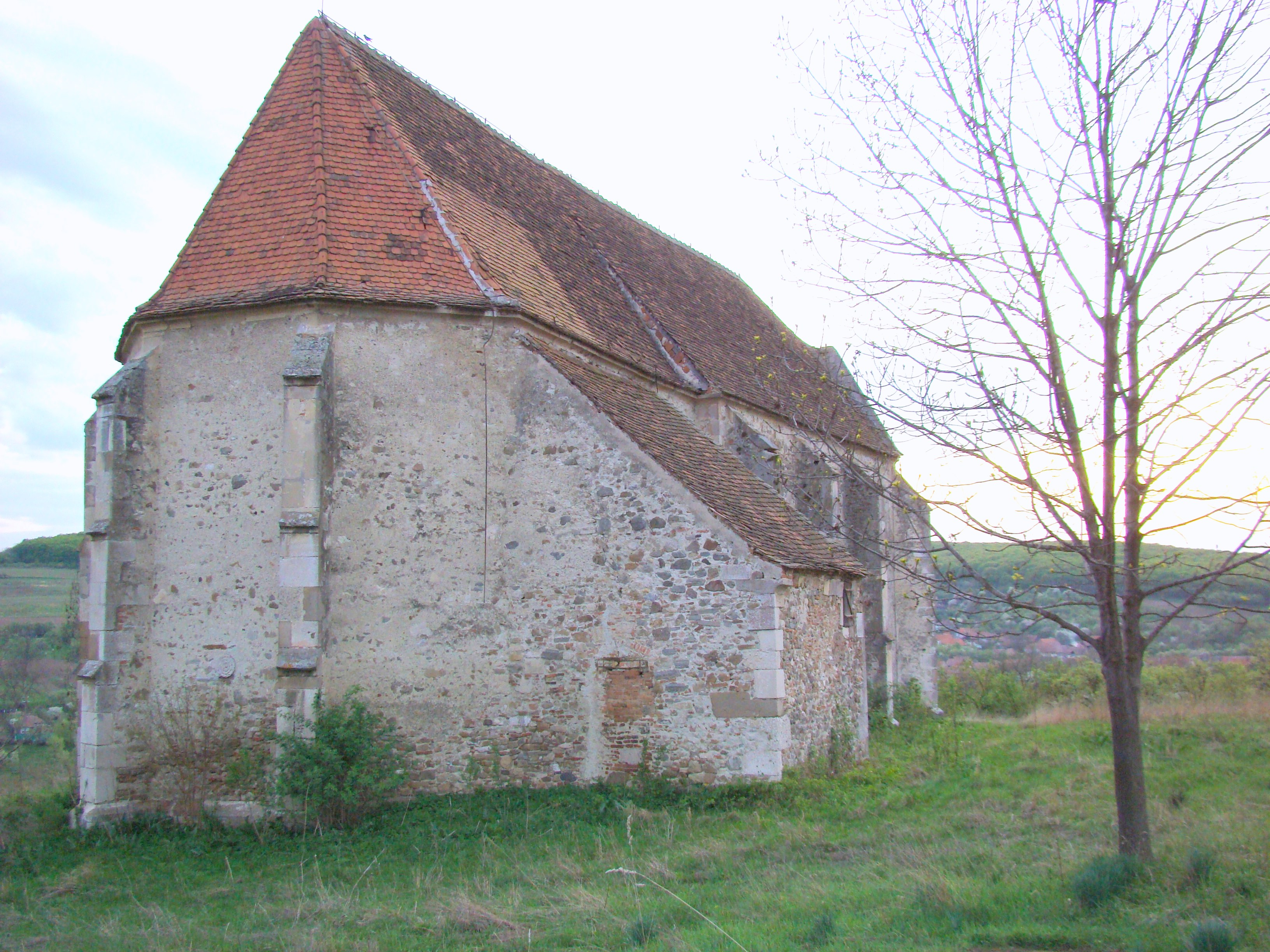
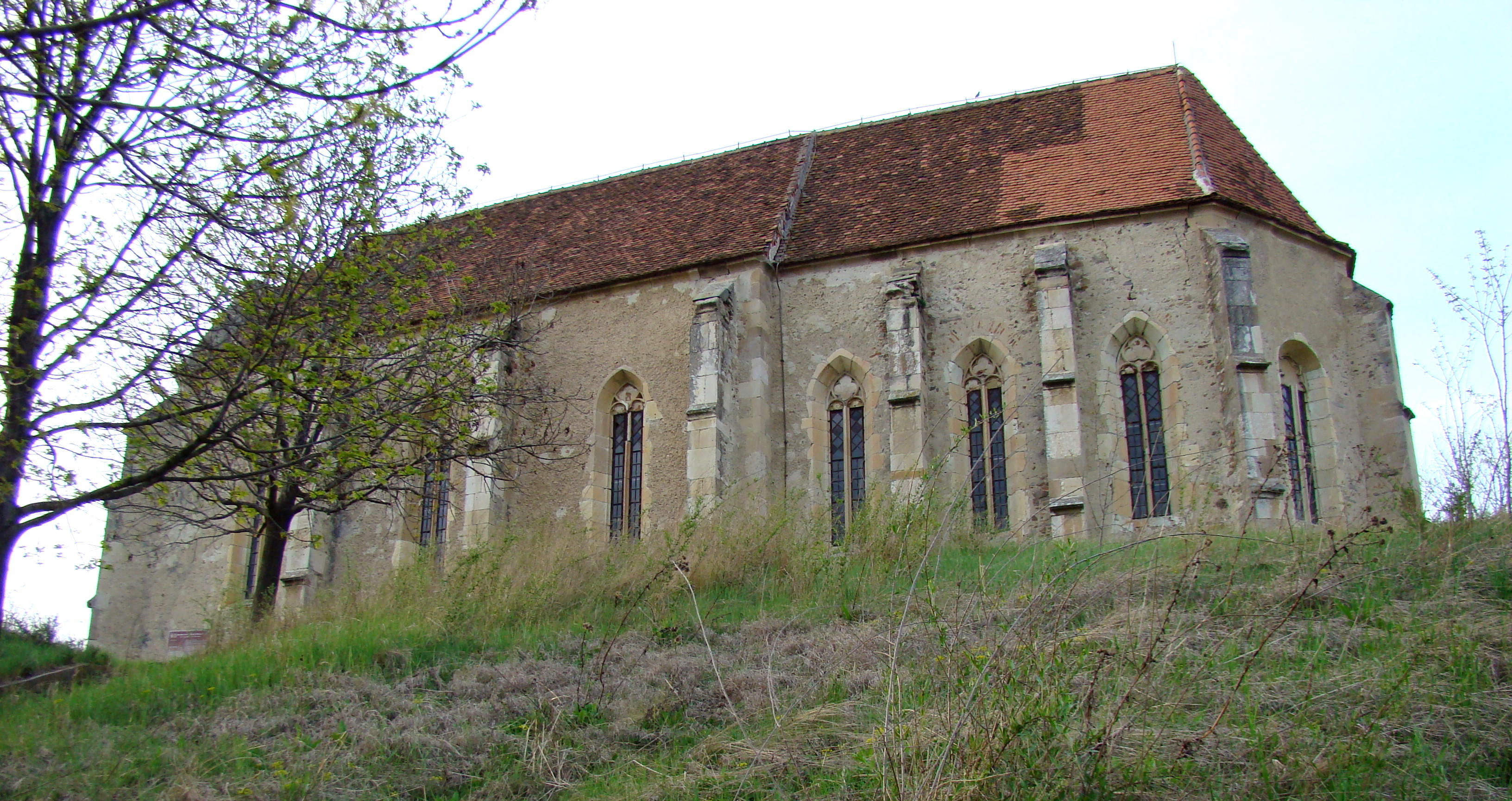
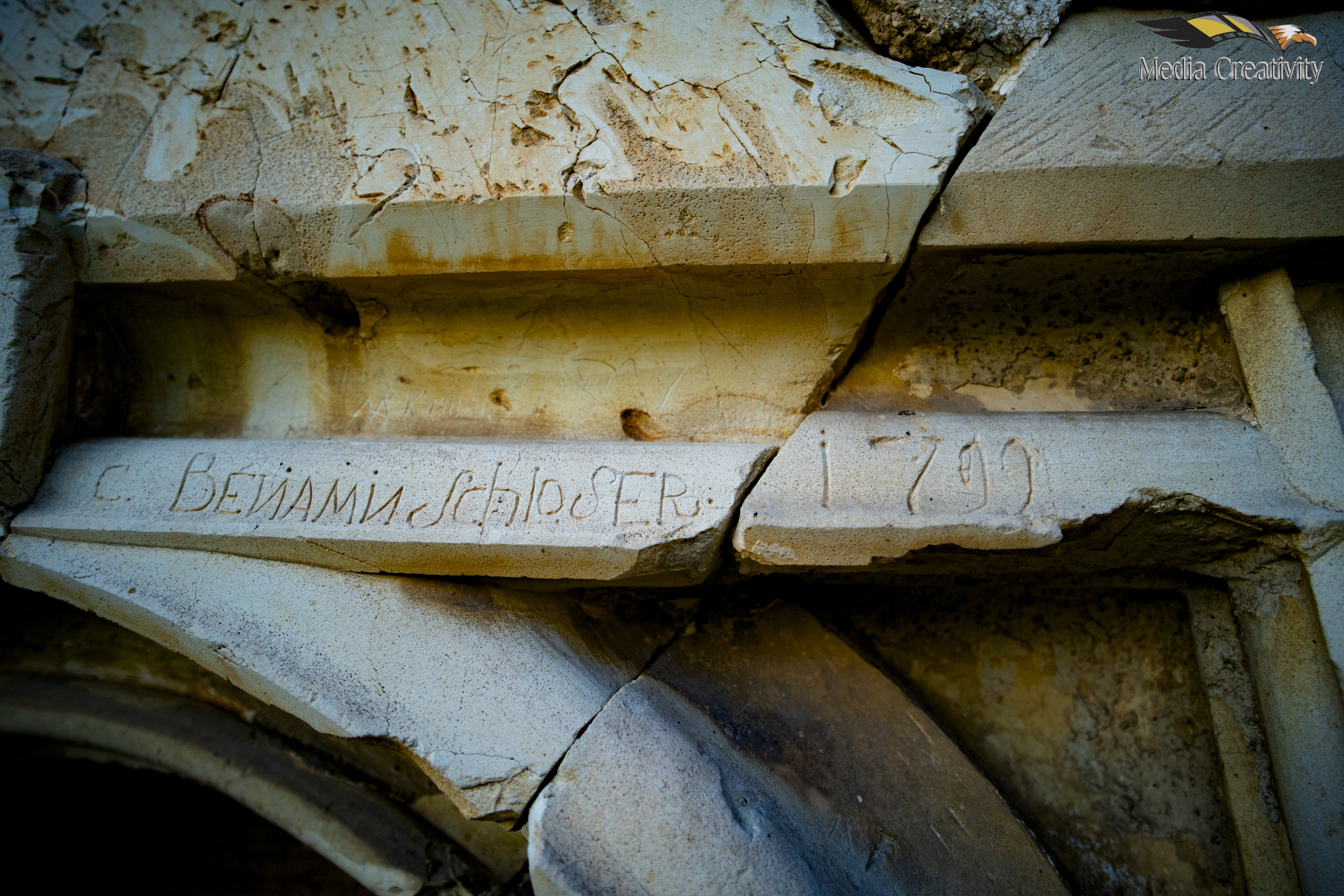
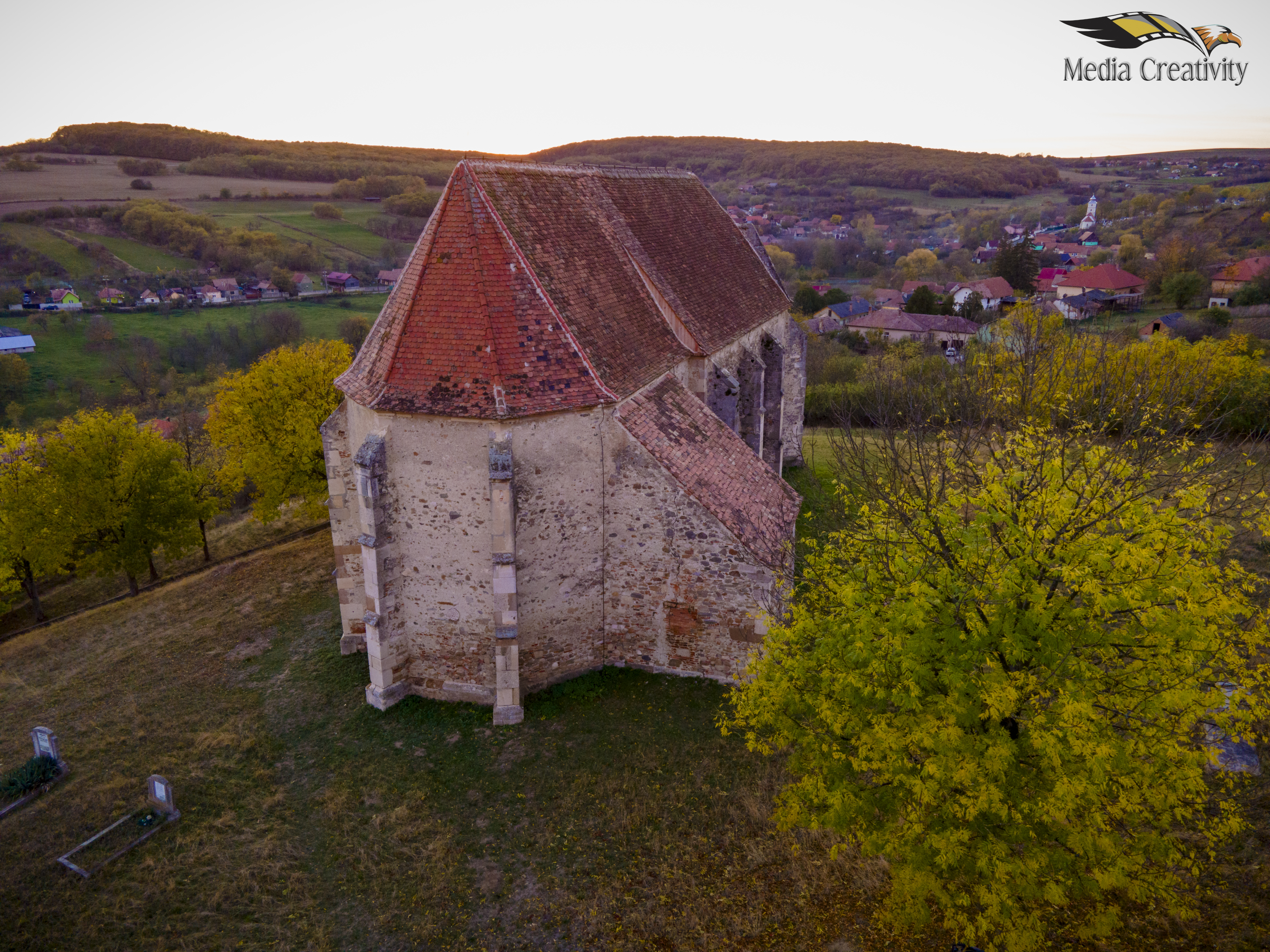
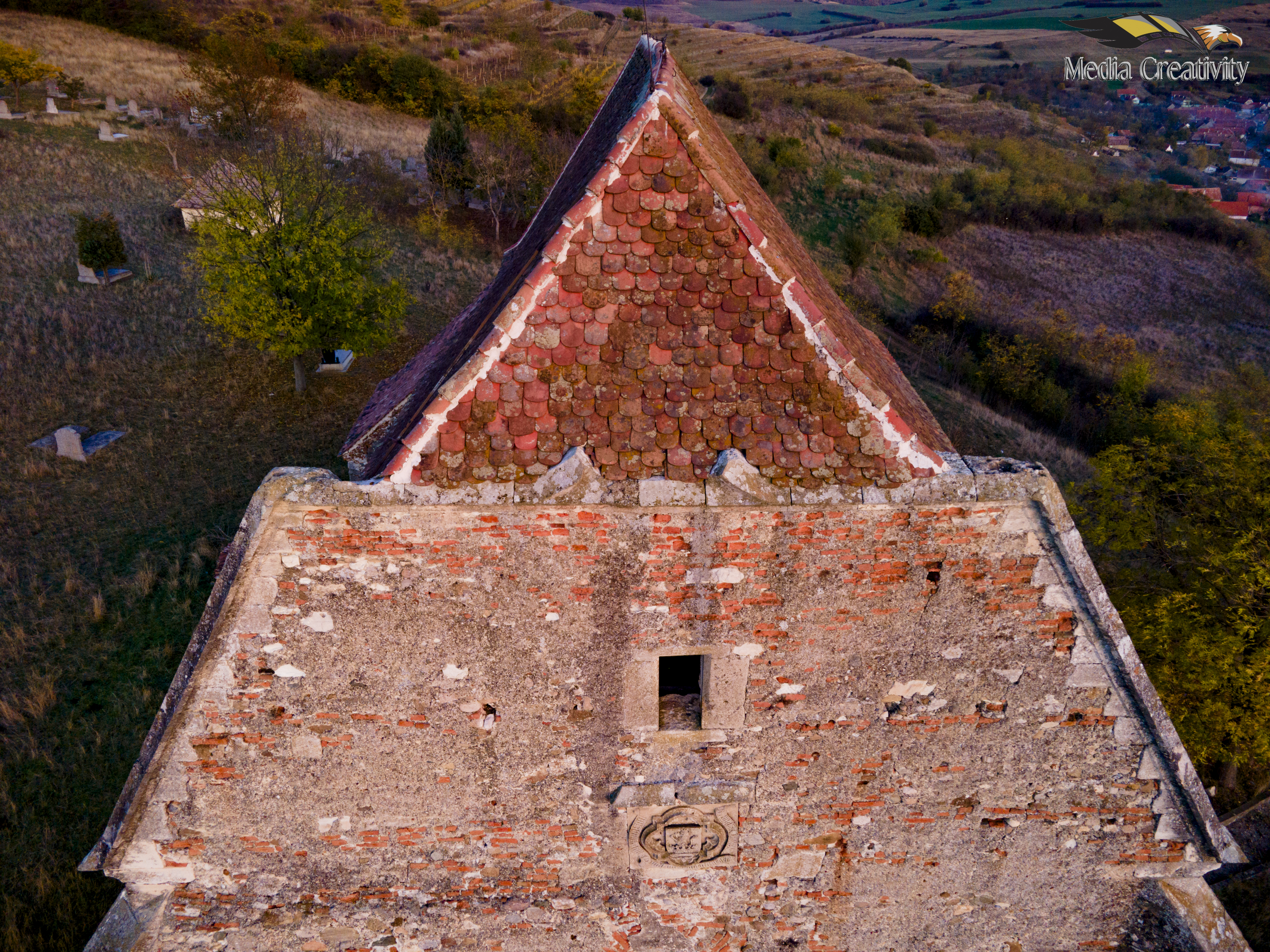
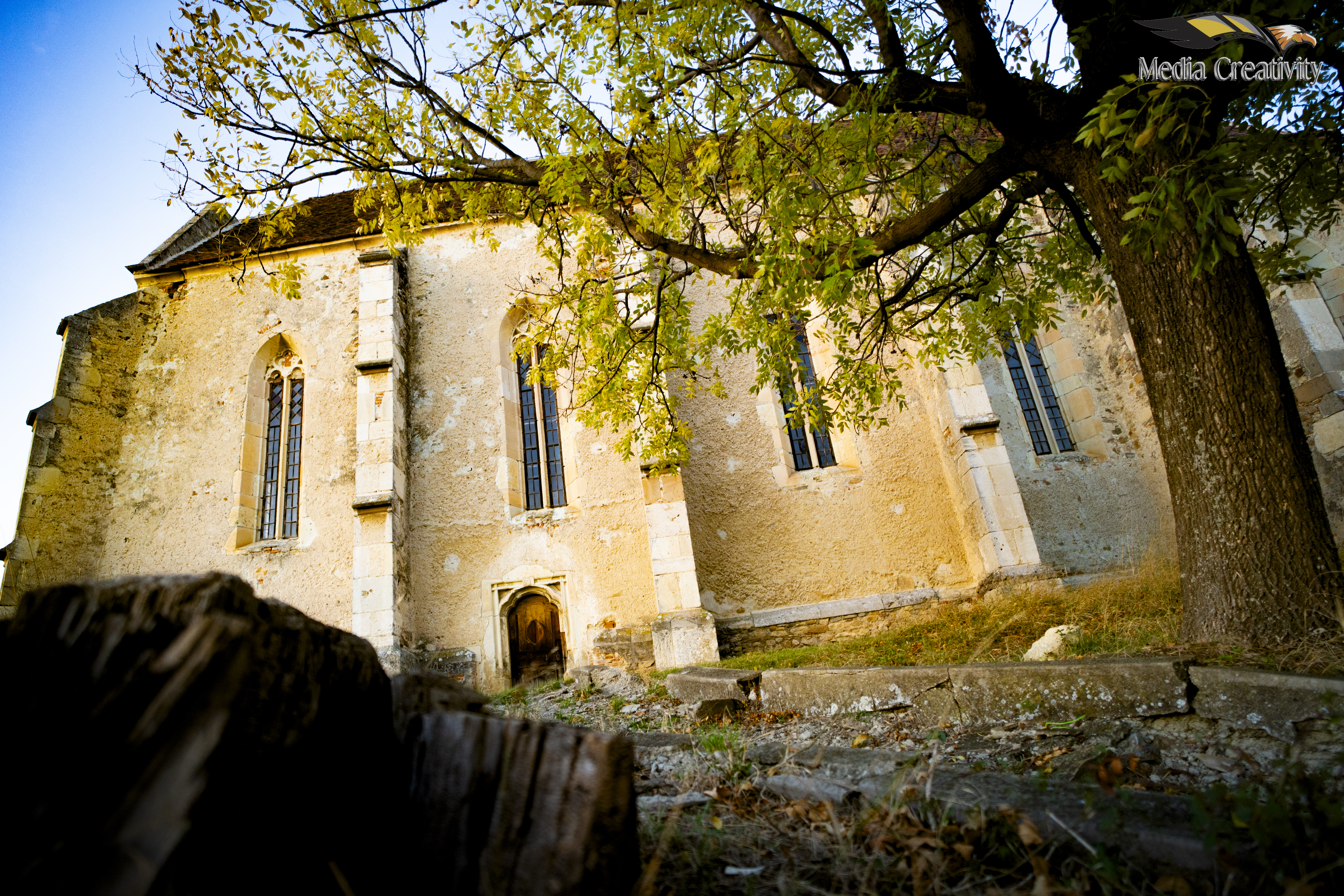
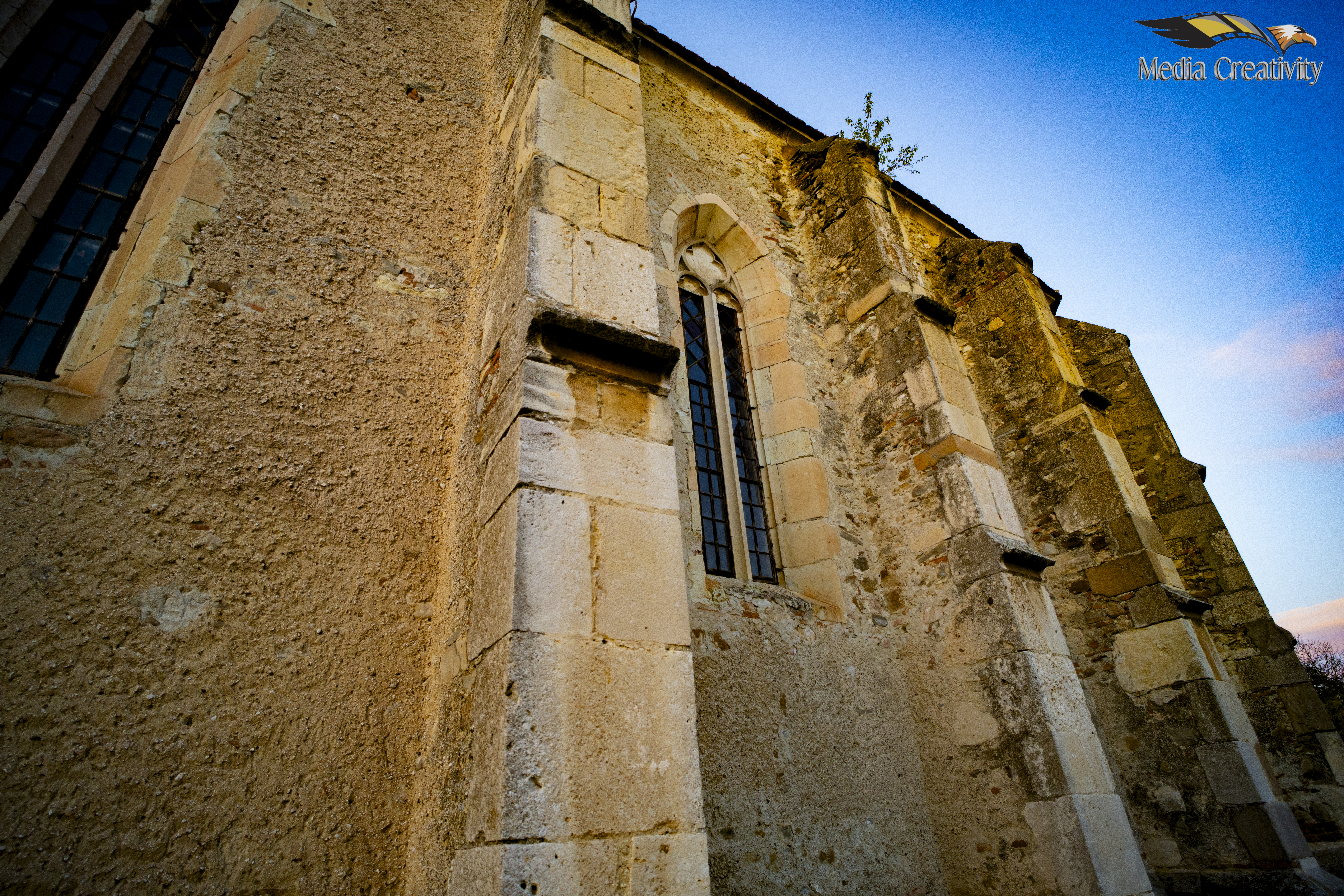
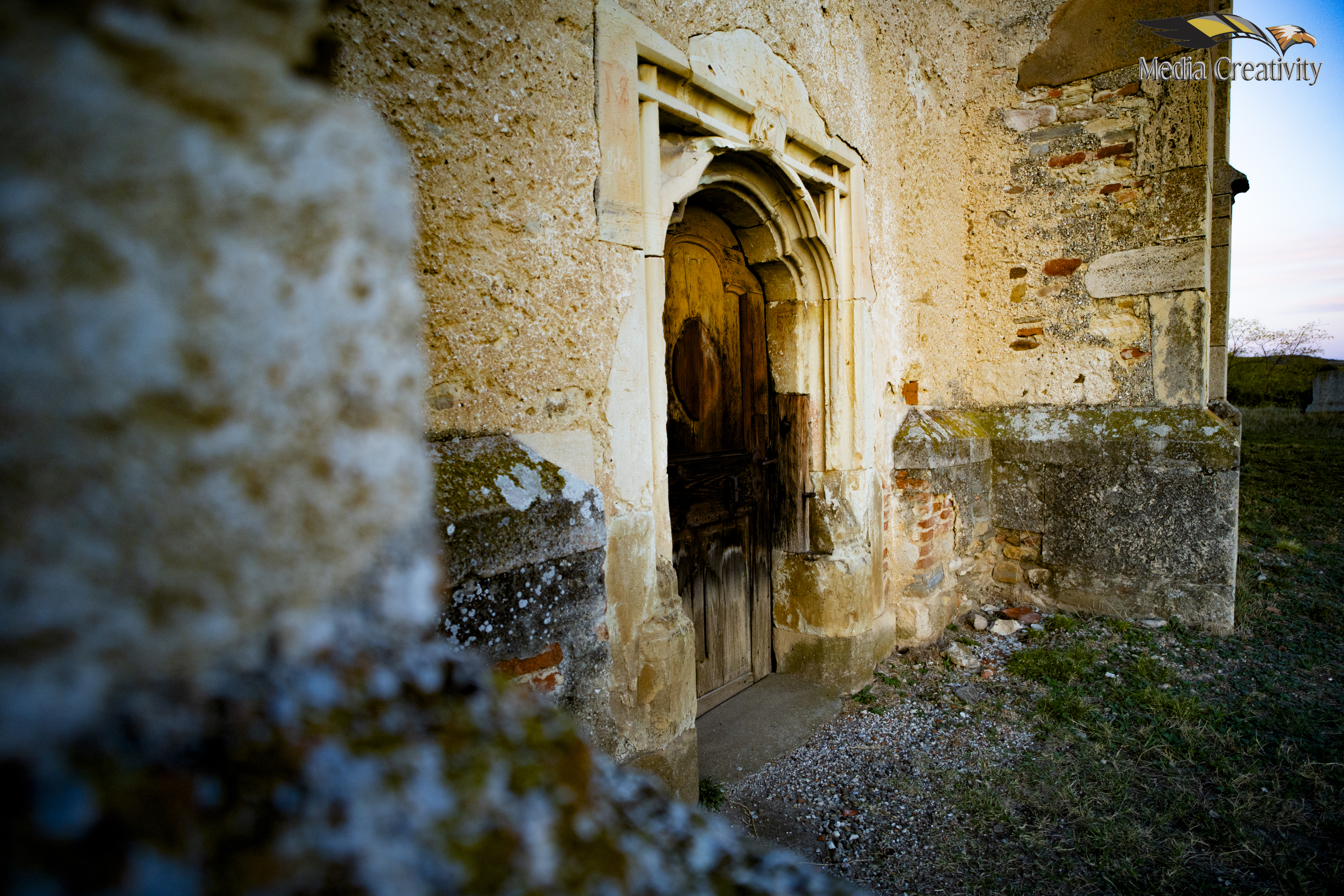
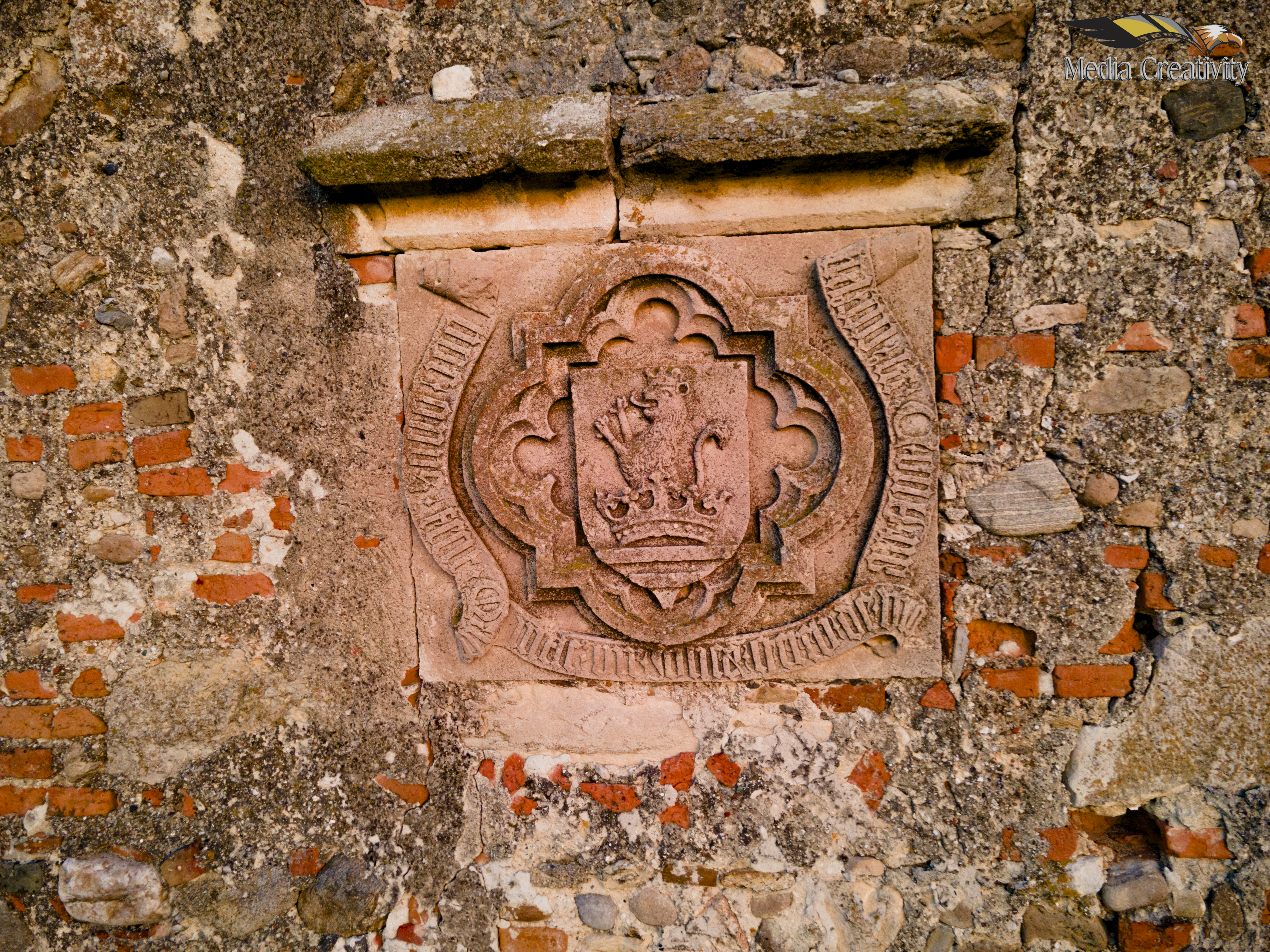
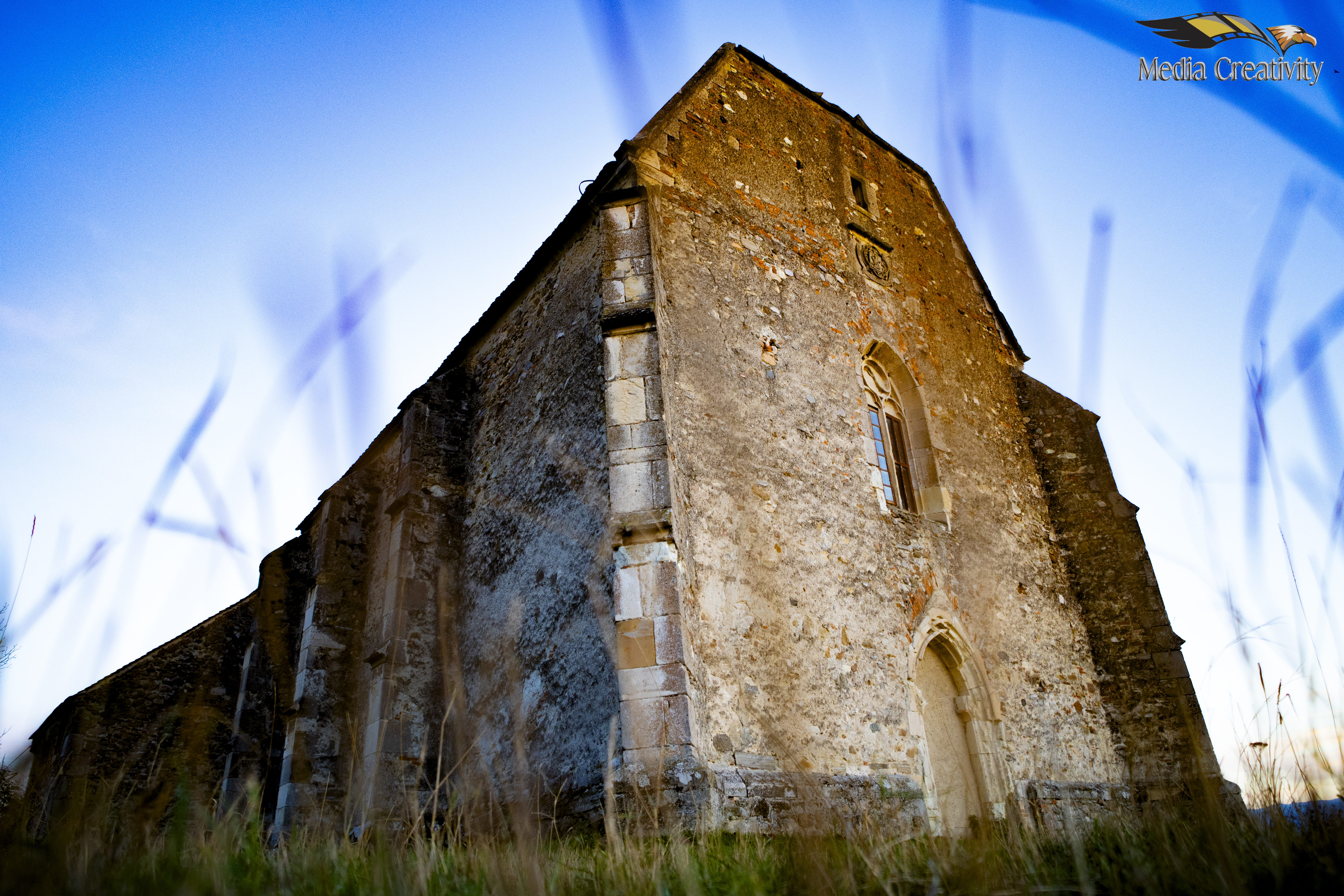
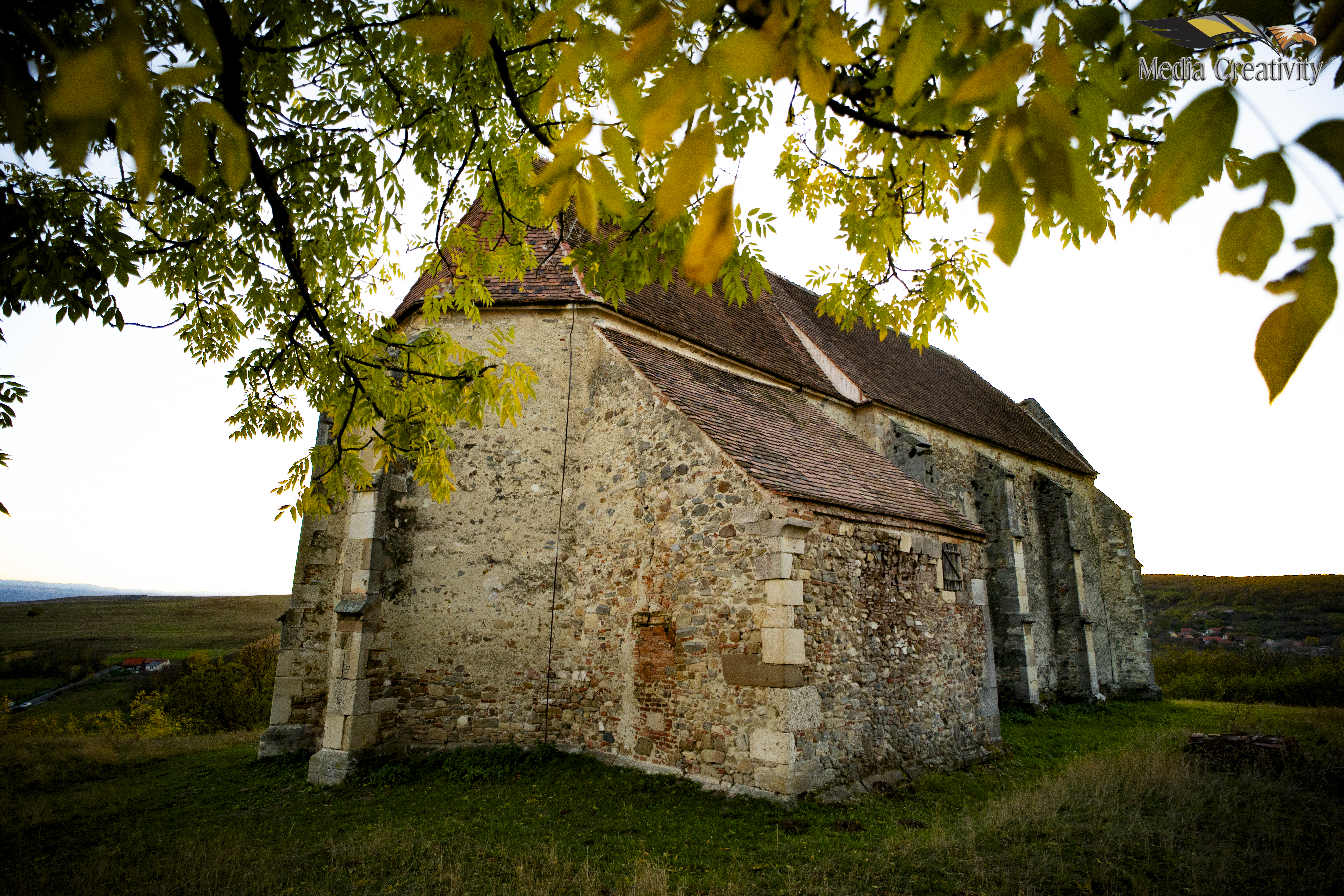
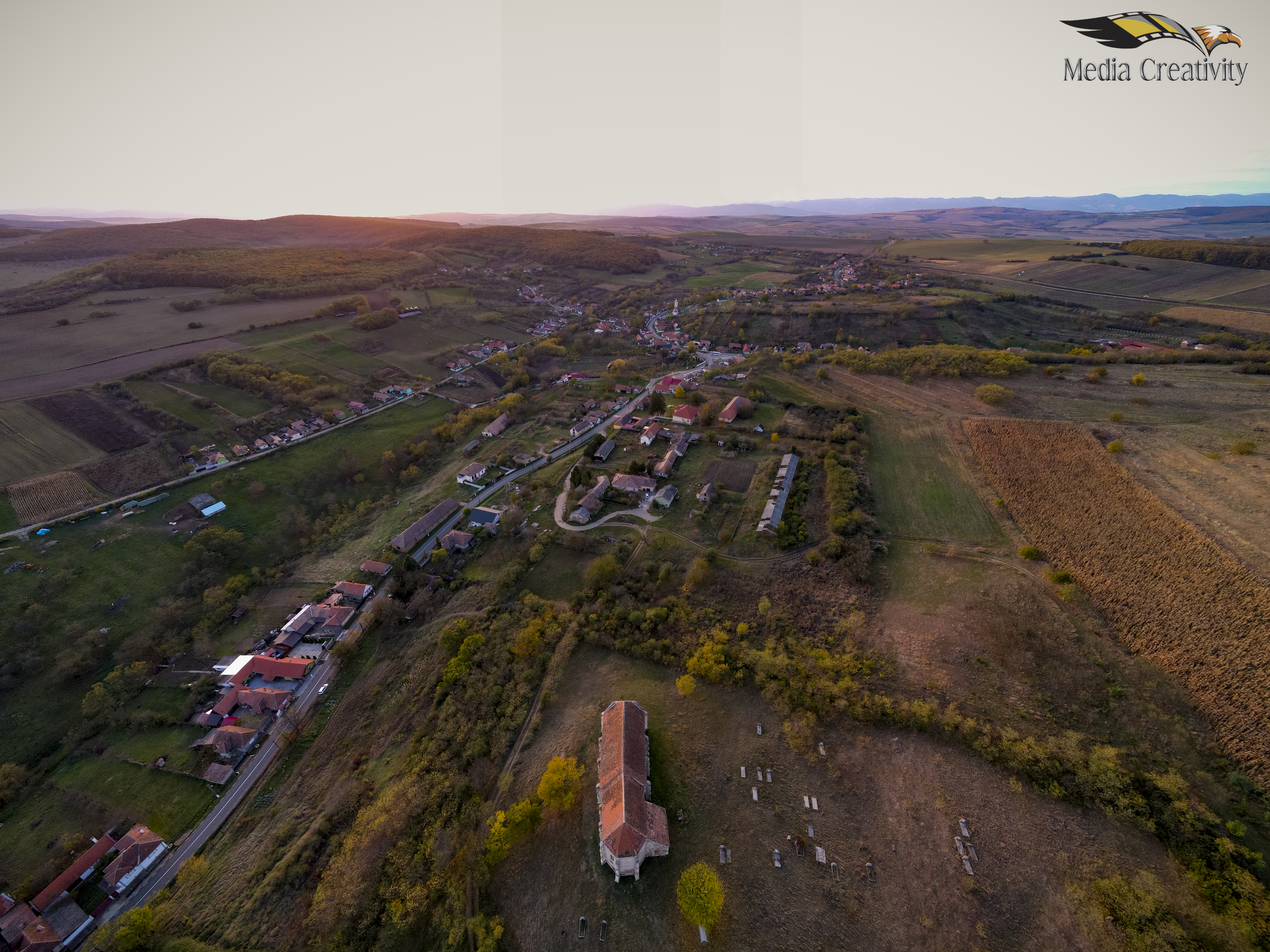
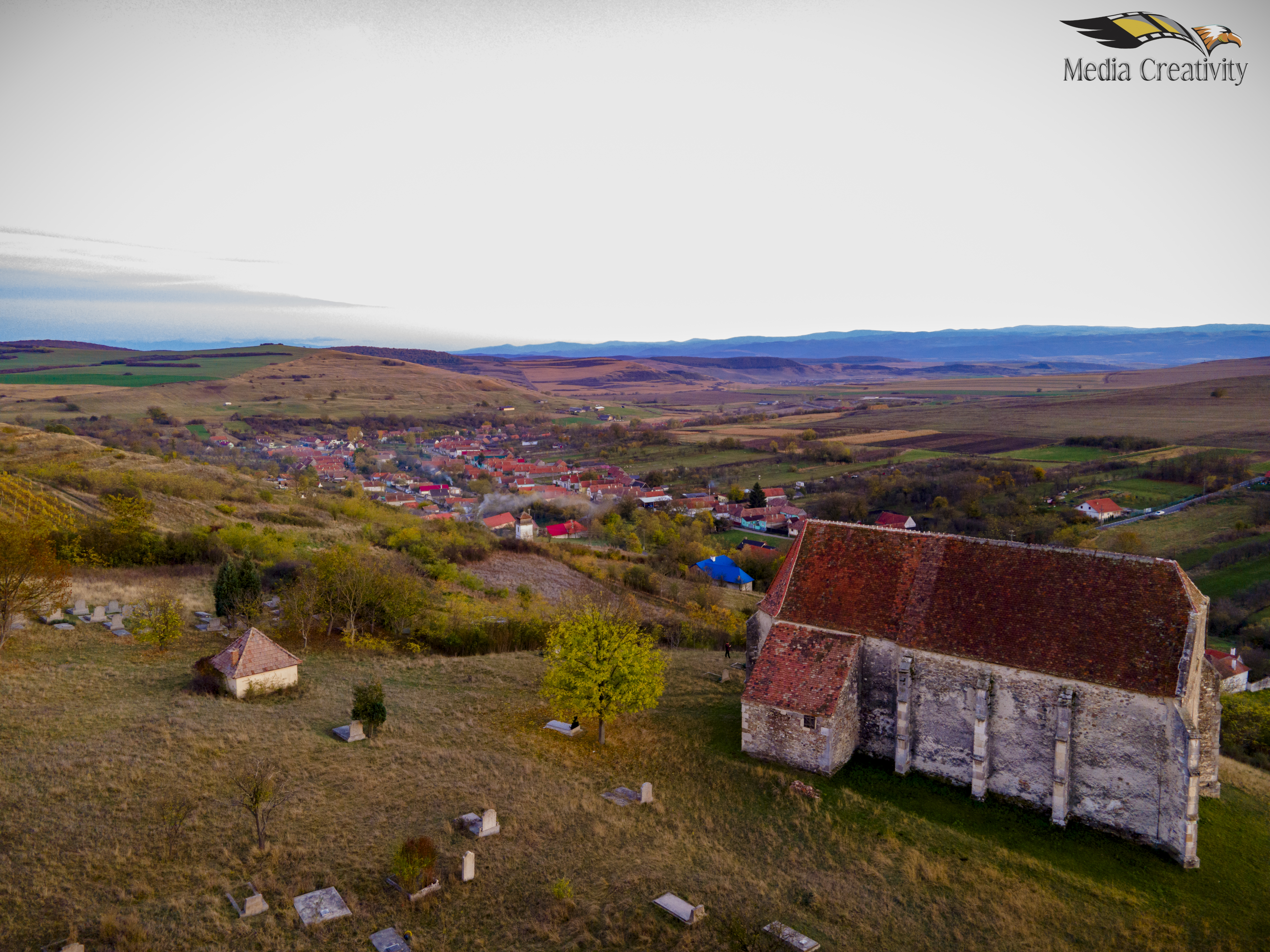